# Блэкмор, Сьюзан
Сьюзен Блэкмор (англ. Susan Blackmore, Sue Blackmore, 29 августа 1951) — английский исследователь и популяризатор теории мемов, профессор Плимутского университета, автор многих публикаций и книг, самой известной из которых является «Машина мемов» 1999 года.

## Биография
Родилась 29 августа 1951 года в Лондоне. В 1973 году окончила Колледж святой Хильды (англ.) в Оксфорде по специальности психология и физиология. Получила степень магистра в Университете Суррея в 1974 году по специальности «Психология среды». В этом же университете получила докторскую степень за диссертацию на парапсихологическую тематику «Экстрасенсорное восприятия как познавательный процесс» (англ. Extrasensory Perception as a Cognitive Process). В 2009 году преподавала в Университете Западной Англии в Бристоле. С 2009 года преподает в школе психологии Плимутского университета. Блэкмор пишет для нескольких журналов, газет и блогов, в частности для газет Guardian и Psychology Today («Психология сегодня»), а также является частым автором и ведущим на радио и телевидении. Лектор на TED, член сообщества Edge, в 2015 году вошла в перечень 100 ведущих мыслителей по версии Global Minds.

## Исследовательская деятельность
Начало исследовательской карьеры Сьюзан Блэкмор связано с личным опытом, который, как она утверждала, имел «вне-телесный» характер. Он стал толчком для пробуждения интереса к паранормальным и парапсихологическим явлениям. Однако, после периода многочисленных экспериментов и поисков, Сьюзан отказалась от метафизических направлений деятельности и стала скептиком и атеистом. Она начинает интересоваться теорией мемов и меметики, которую постепенно начинает рассматривать как универсальную систему ответов на вопросы сознания и антропологии. Результатом этих исследований становится изданная в 1999 году книга «Машина мемов», которая приобрела большую популярность и привлекла широкое внимание к её автору. Основываясь на теории Ричарда Докинза, Блэкмор значительно расширила горизонты меметики через её антропологическую интерпретацию. Согласно ей, человек является своеобразным агентом, который служит мемам, для размножения и распространения. Совокупности мемов определённой направленности называются мемплексами, выявление характера и структуры которых является задачей меметики. Меняется также и понимание личности и её «я». «Я» человека, согласно теории машины мемов, является своеобразной разновидностью мемплекса — я-мплексом. В 2010-е годы Блэкмор начинает заниматься проблематикой распространения мемов с помощью технологий. В результате, она доходит до идеи о том, что технологии могут оказаться лучшими распространителями мемов чем люди, поэтому можно говорить о процессе замещения людей технологиями, как главными агентами по развитию и распространению мемов, которые она называет тимамы (т-мемами, темами). Мемы заинтересованы в развитии технологий, как более производительных носителей, однако пока они не могут отказаться от человека из-за его способности размножаться. В случае появления возможностей само-размножения технологий, потребность в людях для мемов отпадёт.

## Семья
В 1977 году Сьюзан Блэкмор вышла замуж за Тома Тростянко (англ. Tom Troscianko), с которым развелась в 2009 году. В 1982 году у них родилась дочь Эмели Тростянко (англ. Emily Tamarisk Troscianko), а в 1984 году сын Джойлон Тростянко (англ. Jolyon Tomasz Troscianko). С 2010 года замужем за Адамом Харт-Дэвисом (англ. Adam Hart-Davis).

## Основные труды
- Blackmore, S. and Troscianko, E. 2018 Consciousness: An Introduction, Third Edition, London, Routledge, ISBN 1-138-80131-3.
- Blackmore, S 2017 Consciousness: A Very Short Introduction, Second Edition, Oxford, Oxford University Press ISBN 0-19-879473-8
- Blackmore, S 2017 Seeing Myself: The new science of out-of-body experiences, London, Robinson ISBN 1-4721-3736-1
- Blackmore, S 2011 Zen and the Art of Consciousness, Oxford, Oneworld Publications, ISBN 1-85168-798-X
- Blackmore, S. 2010 Consciousness: A Brief Insight, New York, Sterling, ISBN 1-4027-7528-8
- Blackmore, S. 2010 Consciousness: An Introduction, Second Edition, London, Hodder Education, pb ISBN 1-4441-0487-X. New York, Oxford University Press, Feb 2011, pb ISBN 0-19-973909-9
- Blackmore, S. 2009 Ten Zen Questions, Oxford, OneWorld 2009. ISBN 978-1-85168-642-1
- Blackmore, S. 2005 Conversations on Consciousness, Oxford, Oxford University Press, hb ISBN 0-19-280 622-X and New York 2006 hardback ISBN 0-19-517958-7 .
- Blackmore, S. 2005 A Very Short Introduction to Consciousness, Oxford, Oxford University Press, paperback ISBN 0-19-280585-1
- Blackmore, S. 2003 Consciousness: An Introduction, London, Hodder & Stoughton, pb ISBN 0-340-80909-4. and 2004 New York, Oxford University Press, hb ISBN 0-19-515342-1 pb ISBN 0-19-515343-X .
- Blackmore, S. 1999 The Meme Machine, Oxford and New York, Oxford University Press, Hardback ISBN 0-19-850365-2 . 2000 Paperback ISBN 0-19-286212
- Blackmore, S., Hart-Davis, A. 1995 Test Your Psychic Powers London, Thorsons, ISBN 1-85538-441-8 ; and 1997 New York, Sterling, ISBN 0-8069-9669-2 .
- Blackmore, S. 1996 In Search of the Light: The Adventures of a Parapsychologist, Amherst, New York, Prometheus Books, ISBN 1-57392-061-4.
- Blackmore, S. 1993 Dying to Live: Science and the Near Death Experience, London, Grafton, ISBN 0-586-09212-9
- Blackmore, S. 1982/1992 Beyond the Body: An investigation into out-of-body experiences 1992, Chicago, Academy Chicago, ISBN 0-89733-344-6. First published in 1982, London, Heinemann, ISBN 434074705;
- Blackmore, S. 1986 The Adventures of a Parapsychologist Buffalo, New York, Prometheus, ISBN 0-87975-360-9
- Blackmore, S. 1978 Parapsychology and out-of-the-body Experiences 1978, Society for Psychical Research, London; and Transpersonal Books, Hove, ISBN 0-906326-01-X .